# 37529 Ama-Miyayama
37529 Ama-Miyayama è un asteroide della fascia principale. Scoperto nel 1977, presenta un'orbita caratterizzata da un semiasse maggiore pari a 2,584963 UA e da un'eccentricità di 0,190669, inclinata di 12,582445° rispetto all'eclittica. Ha un diametro di 5,087 km e un'albedo di 0,054.
Fa parte della famiglia di asteroidi Mitidika.
La tomba di Ama-Miyayama si trova nella città di Takatsuki, nella prefettura di Osaka, in Giappone.